# Geografía de Transnistria

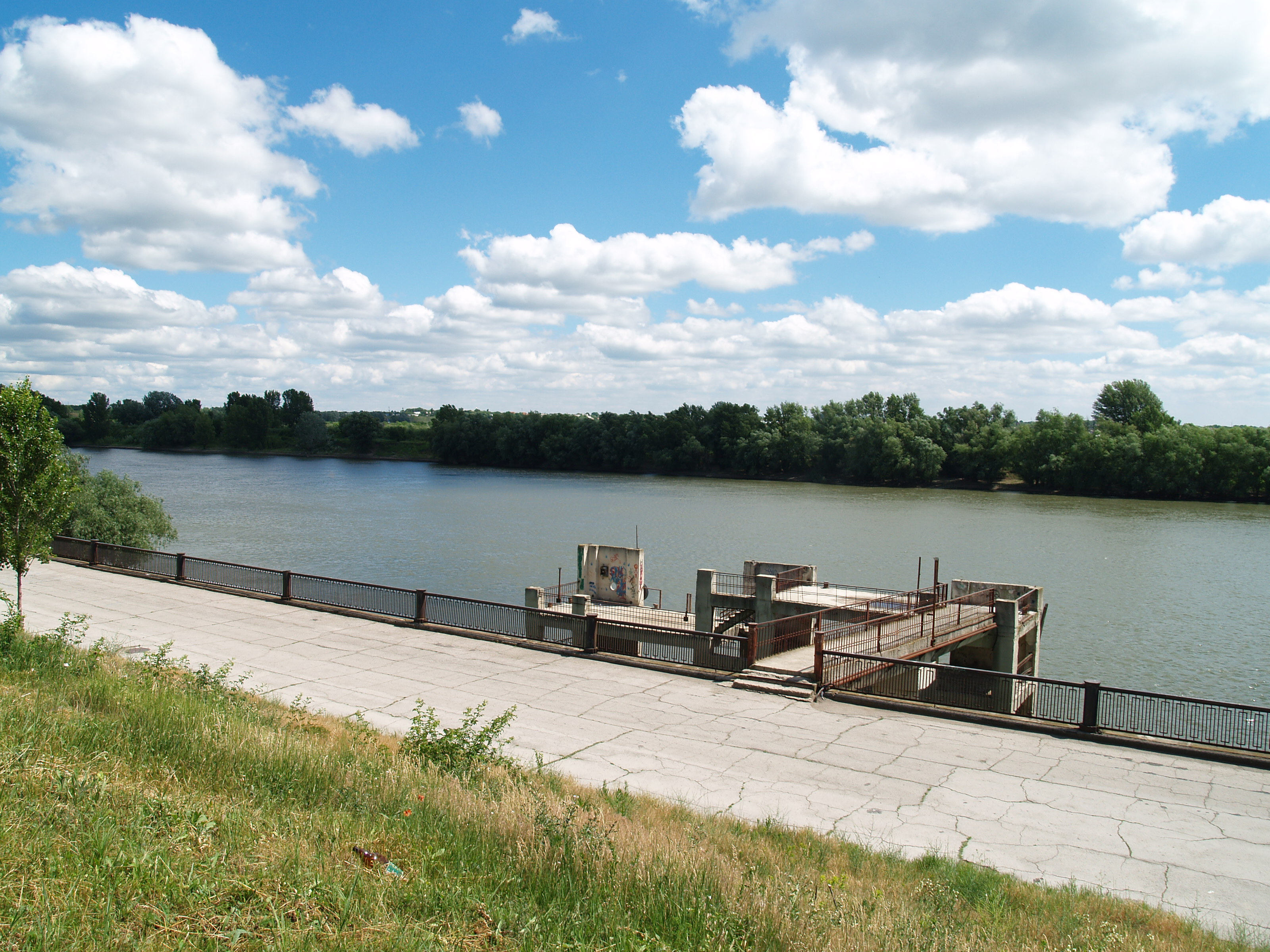
Río Dniéster en Bender

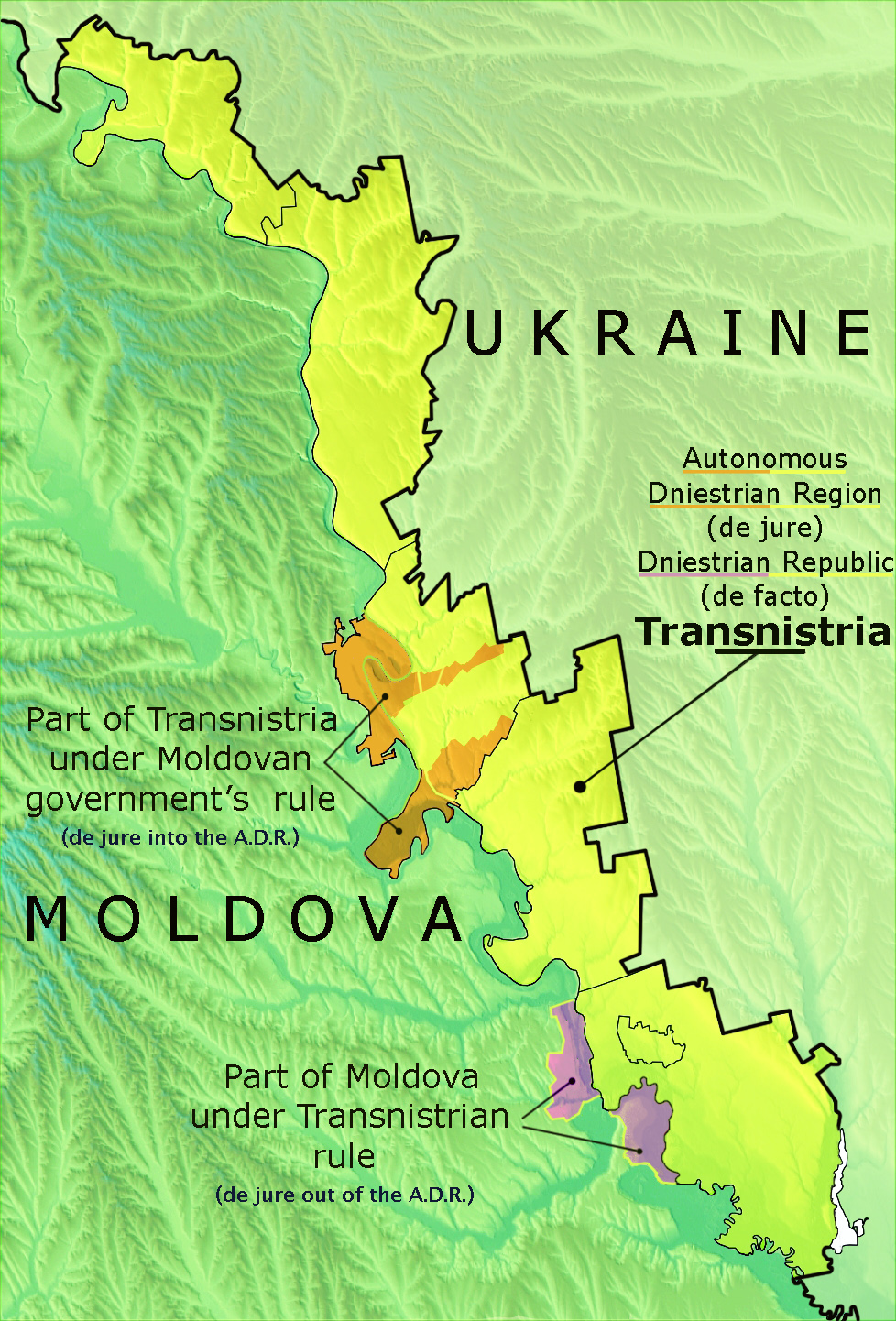

Transnistria no tiene litoral y bordea Besarabia (es decir, el resto de Moldavia, por 411 km) al oeste, y Ucrania (a 405 km) al este. Es un valle estrecho que se extiende en la dirección norte-sur a lo largo de la orilla del río Dniéster, que forma un límite natural a lo largo de la mayor parte de la frontera con (el resto de) Moldavia.
El territorio controlado por el PMR es mayormente, pero no completamente, coincidente con el banco izquierdo (este) de Dniéster. Incluye diez ciudades y pueblos, y 69 comunas, con un total de 147 localidades (contando también las no incorporadas). Seis comunas en la orilla izquierda (Cocieri, Molovata Nouă, Corjova, Pîrîta, Coşniţa y Doroţcaia) permanecieron bajo el control del gobierno moldavo después de la Guerra de Transnistria en 1992, como parte del Distrito de Dubăsari. Están situados al norte y al sur de la ciudad de Dubăsari, que está bajo control de PMR. La aldea de Roghi de Molovata Nouă Commune también está controlada por el PMR (Moldavia controla los otros nueve de los diez pueblos de las seis comunas).
En la orilla oeste, en Besarabia, la ciudad de Bender, Moldavia, y cuatro comunas (que contienen seis aldeas) al este, sudeste y sur, en la orilla opuesta del río Dniéster desde la ciudad de Tiráspol (Proteagailovca, Gîsca, Chiţcani, y Cremenciug) están controladas por el PMR.
Las localidades controladas por Moldavia en la orilla oriental, la aldea de Roghi y la ciudad de Dubăsari (situada en la orilla oriental y controlada por la PMR) forman una zona de seguridad junto con las seis aldeas y una ciudad controlada por el PMR en la orilla occidental, así como dos (Varniţa y Copanca) en la misma orilla oeste bajo control moldavo. La situación de seguridad dentro de ella está sujeta a las decisiones de Joint Control Commission.
La principal ruta de transporte en Transnistria es la carretera Tiráspol-Dubăsari-Rîbniţa. Al norte y al sur de Dubăsari atraviesa las tierras de los pueblos controlados por Moldavia (Doroţcaia, Cocieri, Roghi, mientras que Vasilievca se encuentra totalmente al este de la carretera ) El conflicto estalló en varias ocasiones cuando el PMR impidió que los aldeanos llegaran a sus tierras de cultivo al este de la carretera.
Los transnistrios pueden viajar (normalmente sin dificultad) dentro y fuera del territorio bajo control de PMR al territorio vecino controlado por Moldavia, a Ucrania y a Rusia, por carretera o (cuando el servicio no se ve interrumpido por tensiones políticas) en dos aeropuertos internacionales. Trenes, el todo el año Moscú-Chişinău, y el estacional Sarátov - Varna. Los viajeros aéreos internacionales confían en el aeropuerto de Chişinău, la capital moldava o el aeropuerto de Odessa, en Ucrania.